# كليفيو
كليفيو هي كومونا في مقاطعة فاريزي في منطقة لومباردي الإيطالية وتقع على بعد حوالي 50 كيلومتر (31 ميل) شمال غرب ميلانو وحوالي 10 كيلومتر (6 ميل) شمال شرق فاريزي على الحدود مع سويسرا وفي 31 ديسمبر 2004 كان عدد سكانها 2010 نسمة ومساحتها 2.9 كيلومتر مربع (1.1 ميل2) . 
تقع كليفيوعلى حدود البلديات التالية: أرزو (سويسرا) ، و بيسوزو (سويسرا) ، و سانتيلو ، و ليغورنيتو (سويسرا) ، و سالتيريو ، و ستابيو (سويسرا) ، و فيجيو .